# Шарль Абі
Шарль Абі (фр. Charles Abi, нар. 12 квітня 2000, Клермон-Ферран) — французький футболіст тоголезького походження, нападник клубу «Сент-Етьєн».

## Ігрова кар'єра
Народився 12 квітня 2000 року в місті Клермон-Ферран. Вихованець футбольної школи клубу «Сент-Етьєн». З 2017 року став грати за резервну команду. 25 квітня 2018 року Шарль підписав свій перший професійний контракт з клубом.
16 грудня 2018 року дебютував в основному складі «Сент-Етьєна» у матчі французької Ліги 1 проти «Ніцци».

## Виступи за збірні
2016 року дебютував у складі юнацької збірної Франції (U-16). Загалом на юнацькому рівні взяв участь у 33 іграх і забив 9 голів.